# Gabriel Biaudet
Pour les articles homonymes, voir Biaudet.
Léon Gabriel Biaudet (né le 7 juin 1848 à Saint-Lô et mort le 7 avril 1898 à Helsinki) est un enseignant d'origine française chargé de cours de français à l'Université d'Helsinki et traducteur du finnois vers le français.

## Biographie
Gabriel Biaudet est le fils d'Henri Biaudet, docteur en théologie et prédicateur et de Henriette Clément. 
De 1864 à 1867, Gabriel Biaudet fréquente l'Académie de Lausanne.
De 1867 à 1869, il est professeur particulier en Normandie et de 1869 à 1870 il étudie à Paris.
En 1869, Gabriel Biaudet épouse Marie Louise Gerber (1844–1892) de nationalité Suisse. 
Leurs enfants les plus connus sont l'historien Henry Biaudet, le médecin et militant écologiste Léon Biaudet, et le médecin Teddy Biaudet. 
Leur fille Hélène Anna Gustava Biaudet (1879–1970) est l'épouse du conseiller scolaire Knot Nyström.
En 1873, la famille déménage de Suisse en Finlande .
La même année, Gabriel Biaudet fonde une école francophone pour filles à Helsinki. 
Il enseigne le français dans plusieurs écoles de langue suédoise à Helsinki.
En 1880, obtient un poste de professeur de langue française à l'Université impériale Alexandre qu'il occupera de 1880 à 1898.  
De 1891 à 1898, Biaudet est président de l'Alliance française à Helsinki.

## Ouvrages
- Gabriel Biaudet, La Finlande au XIXe siècle, Helsinki/Paris, F. Tilgmann/Nilsson, 1895

## Traductions
- Karl Ferdinand Ignatius (trad. Gabriel Biaudet), Le grand-duché de Finlande : notes statistiques publiées à l'occasion de la première exposition finlandaise des arts et de l'industrie à Helsingfors en 1876, Helsinki : G.W. Edlund ; Saint-Pétersbourg : Eggers ; Paris : C. Klincksieck, 1876
- Johan Reinhold Aspelin (trad. Gabriel Biaudet, ill. C. Nummelin, E. Jacobson), Antiquités du Nord Finno-Ougrien [« Muinaisjäännöksiä Suomen suvun asumus-aloilta 1. Kiviaika ja pronssiaika »], vol. 1. Ages de la pierre et de bronze, Helsinki, G. W. Edlund, 1877
- Johan Reinhold Aspelin (trad. Gabriel Biaudet, ill. C. Nummelin, E. Jacobson), Antiquités du Nord Finno-Ougrien [« Muinaisjäännöksiä Suomen suvun asumus-aloilta, 2. Rauta-aika »], vol. 2. L'âge du fer, Helsinki, G. W. Edlund, 1877
- Johan Reinhold Aspelin (trad. Gabriel Biaudet, ill. C. Nummelin, E. Jacobson), Antiquités du Nord Finno-Ougrien [« Muinaisjäännöksiä Suomen suvun asumus-aloilta 3, Rauta-aika : mordvalaisia, merjalaisia ja vepsäläisiä muinaiskaluja »], vol. 3. L'âge du fer : antiquités Morduines, Mériennes et Tschoudes, Helsinki, G. W. Edlund, 1878
- Johan Reinhold Aspelin (trad. G. Biaudet, ill. C. Nummelin, E. Jacobson), Antiquités du Nord Finno-Ougrien [« Muinaisjäännöksiä Suomen suvun asumus-aloilta : rauta-aika, 4, Suomenmaan muinaiskaluja »], vol. 4. l'âge du fer, Antiquités de la Finlande, Helsinki, G. W. Edlund,, 1880
- Johan Reinhold Aspelin (trad. Gabriel Biaudet, ill. Hjalmar Appelgren), Antiquités du Nord Finno-Ougrien [« Muinaisjäännöksiä Suomen suvun asumus-aloilta : rauta-aika, 5, Itämeren maakuntien muinaiskaluja »], vol. 5. l'âge du fer, Antiquités des provinces Baltiques, Helsinki, G. W. Edlund,, 1884
- Johan Reinhold Aspelin (trad. Gabriel Biaudet, ill. C. Nummelin, Hjalmar Appelgren), Antiquités du Nord finno-ougrien [« Muinaisjäännöksiä Suomen suvun asumus-aloilta »], Helsinki, Art House, 1992
- Johan Reinhold Aspelin : Muinaisjäännöksiä Suomen suvun asumus-aloilta (trad. G. Biaudet, ill. C. Nummelin, E. Jacobson), Antiquités du Nord Finno-Ougrien, Helsinki, Salakirjat, 2014